# Эстос
Эсто́с (фр. Estos) — коммуна во Франции, находится в регионе Аквитания. Департамент — Атлантические Пиренеи. Входит в состав кантона Олорон-Сент-Мари-2. Округ коммуны — Олорон-Сент-Мари.
Код INSEE коммуны — 64220.

## География

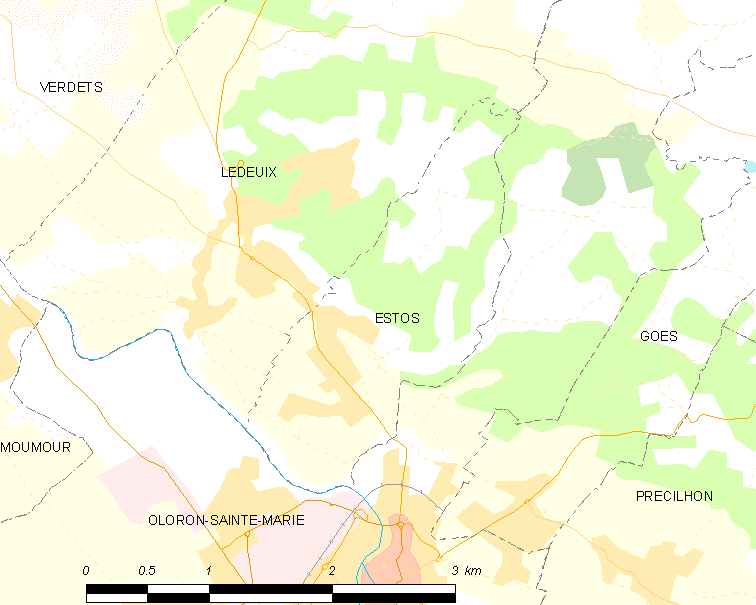
Карта коммуны

Коммуна расположена приблизительно в 670 км к югу от Парижа, в 185 км южнее Бордо, в 23 км к юго-западу от По.
На юго-западе коммуны протекает река Гав-д’Олорон.

### Климат
Климат тёплый океанический. Зима мягкая, средняя температура января — от +5°С до +13°С, температуры ниже −10 °C бывают редко. Снег выпадает около 15 дней в году с ноября по апрель. Максимальная температура летом порядка 20-30 °C, выше 35 °C бывает очень редко. Количество осадков высокое, порядка 1100 мм в год. Характерна безветренная погода, сильные ветры очень редки.

## Население
Население коммуны на 2010 год составляло 527 человек.
| 1962 | 1968 | 1975 | 1982 | 1990 | 1999 | 2010 |
| ---- | ---- | ---- | ---- | ---- | ---- | ---- |
| 161  | 196  | 265  | 320  | 389  | 426  | 527  |

## Администрация
| Период | Период | Фамилия    | Партия | Примечания |
| ------ | ------ | ---------- | ------ | ---------- |
| 1995   | 2008   | Жан Лартиг |        |            |
| 2008   | 2020   | Ален Тёлад |        |            |

## Экономика
В 2010 году среди 330 человек трудоспособного возраста (15-64 лет) 243 были экономически активными, 87 — неактивными (показатель активности — 73,6 %, в 1999 году было 70,8 %). Из 243 активных жителей работали 226 человек (116 мужчин и 110 женщин), безработных было 17 (10 мужчин и 7 женщин). Среди 87 неактивных 19 человек были учениками или студентами, 37 — пенсионерами, 31 были неактивными по другим причинам.

## Фотогалерея

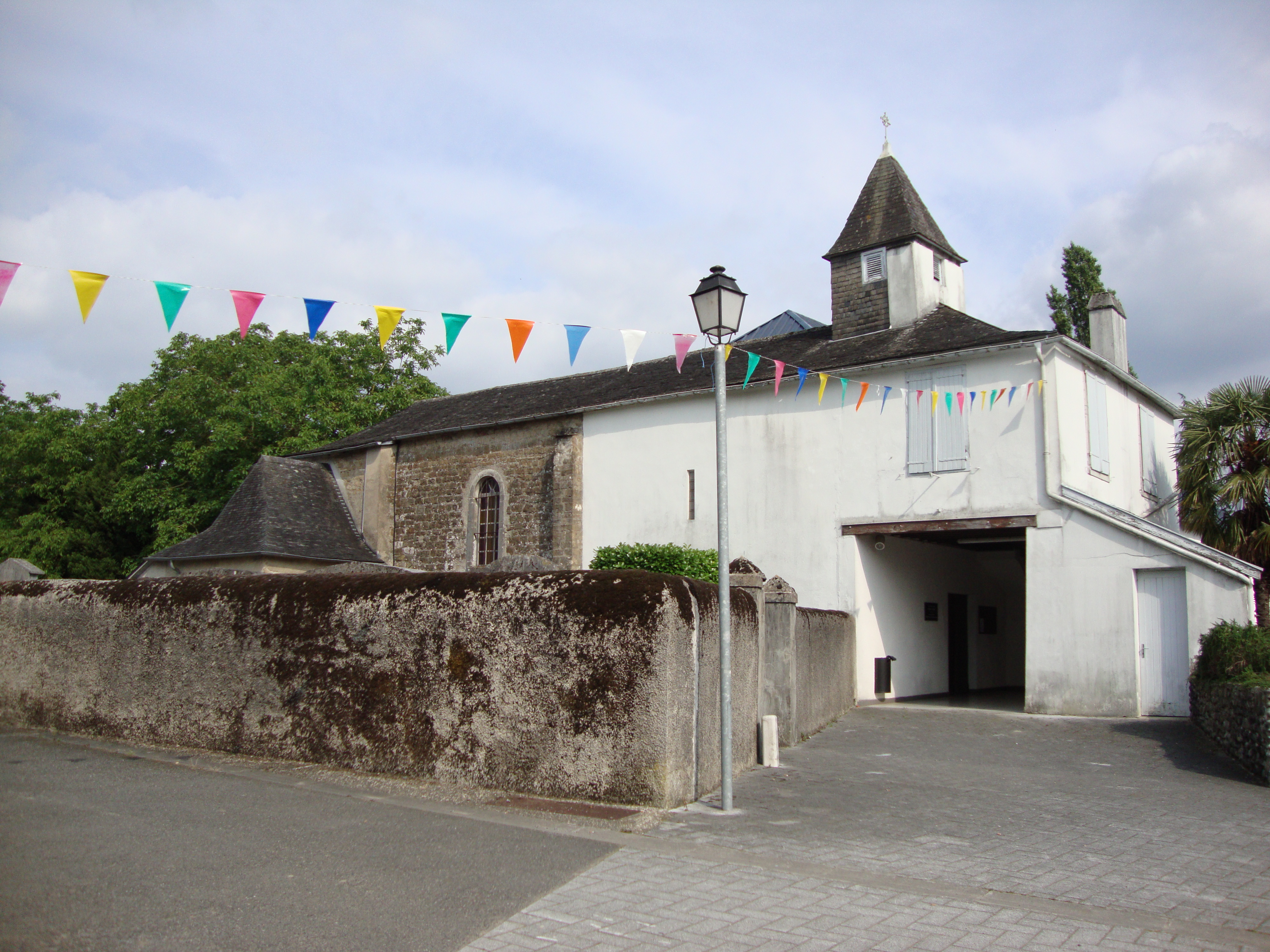
Церковь
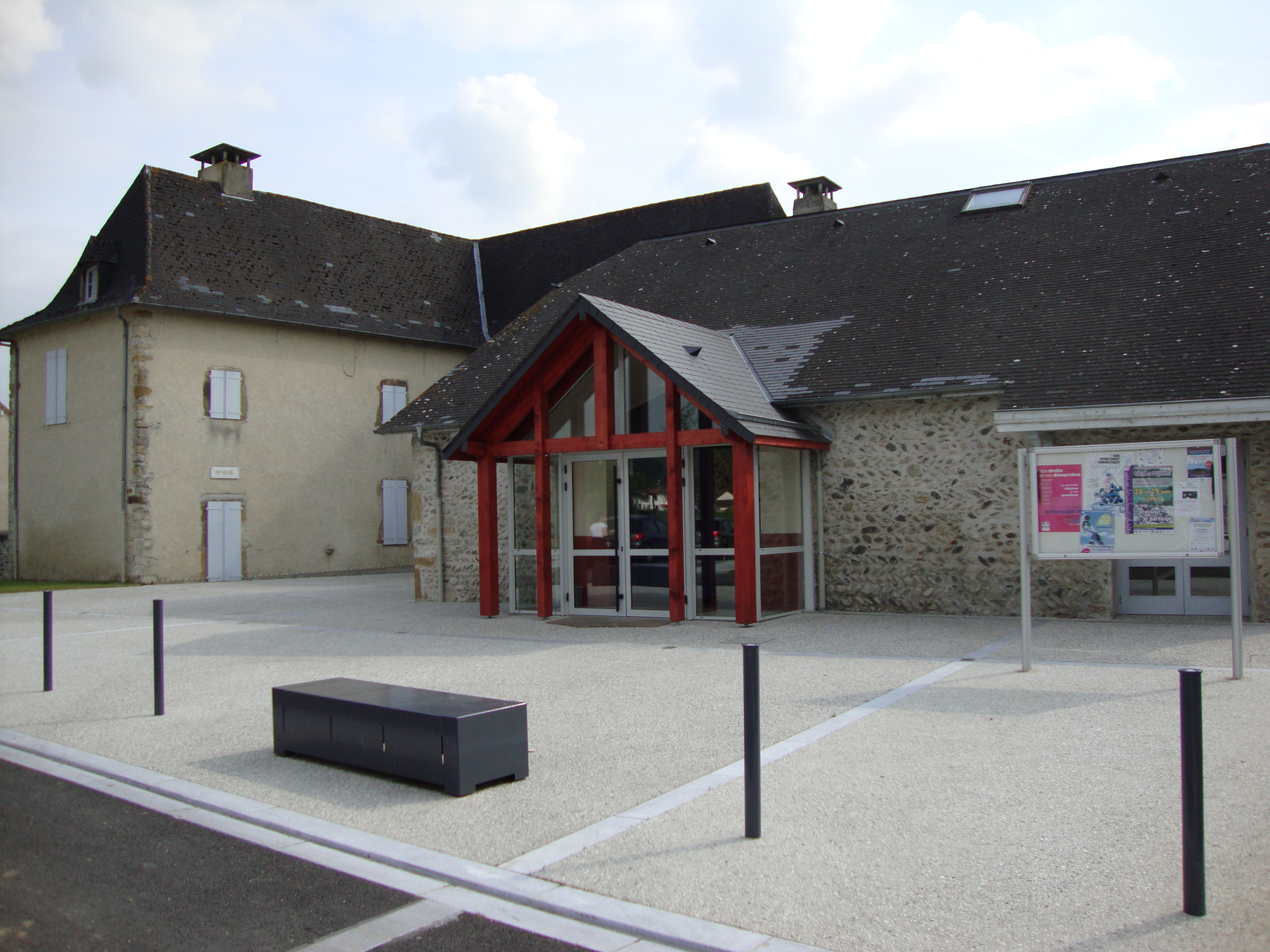
Мэрия